# السلف (مركز)
السلف هو أحد المراكز التابعة لمحافظة بني مالك شرق منطقة جازان الواقعة جنوب شرق السعودية.